# 죄와 벌 (2009년 영화)
《죄와 벌》(罪とか罰とか 쓰미토카바쓰토카[*])는 2009년에 개봉된 일본 영화이다. 나루미 리코가 주연을 맡았으며 케라리노 산드로비치(케라)가 감독을 맡았다.
케라가 주재하는 극단 〈나일론 100°C〉의 1996년 공연 《비프스테이크와 폭주》 (罪ビフテキと暴走)를 원안으로 영화로 각색한 작품이다.

## 출연진
- 나루미 리코 - 엔조지 아야메
- 나가야마 겐토 - 온다 하루키
- 단타 야스노리 - 가세 고로
- 오야마 이누코 - 가자마 료코:
- 안도 사쿠라 - 미미카와 모모

편의점 강도
- 오키나 메구미 - 마리
- 야마자키 하지메
- 오쿠라 고지

경찰서
- 롯카쿠 세이지 - 순사부장
- 히다 야스히토 - 야쿠자풍 남자
- 사토 에리코 - 레이나
- 다카하시 히토미 - 연행된 여자

연예기획사, 그라비아 업계
- 다나카 요지 - 기획사 사장
- 유키사다 이사오 - 편집자 A

편의점
- 도쿠이 유 - 점장
- 이치카와 유이 - 아르바이트생

그 외
- 오타카 아키라 - 트럭 운전수
- 아소 구미코 - 조수석에 앉은 여자